# 按察使 (日本)
按察使（日语：／ Azechi）是日本律令制負責監督地方行政的令外官以及明治政府負責監督地方政治的官職。

## 按察使（律令制）
律令制下的按察使，負責監督地方行政的令外官。在數國的國守內選出1人，監察管內國司的行政。
在養老3年（719年）設置。平安時代以後，只有陸奧國、出羽國的按察使，通常由納言（大納言、中納言）、參議等兼任，沒有實際作用。
在『源氏物語』中，有4個按察大納言。不過只有血緣關係等描述。

### 最初被任命的按察使
根據『續日本紀』記載，在養老3年，有以下11名國司被任命為按察使。
1. 門部王（伊勢國守，從五位上）—管治伊賀國、志摩國。
2. 大伴山守（遠江國守，正五位上）—管治駿河國、伊豆國、甲斐國。
3. 藤原宇合（常陸國守，正五位上）—管治安房國、上總國、下總國。
4. 笠麻呂（美濃國守，從四位上）—管治尾張國、三河國、信濃國。
5. 多治比縣守（武藏國守，正四位下）—管治相模國、上野國、下野國。
6. 多治比廣成（越前國守，正五位下）—管治能登國、越中國、越後國。
7. 小野馬養（丹波國守，正五位下）—管治丹後國、但馬國、因幡國。
8. 息長臣足（出雲國守，從五位下）—管治伯耆國、石見國。
9. 鴨吉備麻呂（播磨國守，從四位下）—管治備前國、美作國、備中國、淡路國。
10. 高安王（伊予國守，從五位上）—管治阿波國、讃岐國、土佐國。
11. 大伴宿奈麻呂（備後國守，正五位下）—管治安藝國、周防國。

因為按察使的主務是在管轄地域巡回、維持治安，因此容易招人怨恨。養老4年（720年）夏天，發生陸奧國按察使上毛野廣人被殺害的事件，朝廷立即任命武藏國按察使多治比縣守為持節征夷將軍，下毛野石代為副將軍，阿倍駿河為持節鎭狄將軍，將亂事鎮壓。

## 按察使（明治政府）
明治政府的按察使，負責監督地方政治。明治2年（1869年），當時政府官制仿照律令制而設置。置有長官、次官、正判官、權判官。只設置在三陸（陸前國、陸中國、陸奧國）、兩羽（羽前國、羽後國）、磐城按察使府、越後按察使府，並無實際活動，在翌年（明治3年）廢止。